# Roelien Kamminga
Roelien Jakoba Kamminga (Groningen, 13 april 1978) is een Nederlands politica. Ze is lid van de VVD. Sinds 2025 is ze burgemeester van Groningen. Van 2021 tot 2025 was ze Tweede Kamerlid. Eind 2023 was ze tijdelijk voorzitter van de Tweede Kamer.  

## Biografie

### Opleiding
Kamminga werd geboren in de stad Groningen en groeide op in Zuidbroek. Ze volgde van 1990 tot 1995 het havo en van 1995 tot 1997 het vwo op het Winkler Prins in Veendam. Ze studeerde van 1998 tot 2000 Engelse taal- en letterkunde (propedeuse) en van 1999 tot 2004 internationale betrekkingen (doctoraal) aan de Rijksuniversiteit Groningen.

### Ambtelijke loopbaan
Kamminga begon haar carrière in Wenen bij het ministerie van Buitenlandse Zaken (BZ) als beleidsmedewerker bij de Permanente Vertegenwoordiging van Nederland bij de Verenigde Naties. In 2005 begon Kamminga te werken voor het ministerie van Binnenlandse Zaken en Koninkrijksrelaties (BZK). Daar was ze eerst tot 2008 analist internationale veiligheidsvraagstukken.
Van 2008 tot 2009 was Kamminga beleidsmedewerker contraproliferatie bij BZK en bij het ministerie van Defensie (MinDef). Tussen 2009 en 2012 was ze afdelingshoofd van de businessunit veiligheidsonderzoeken bij BZK en van 2012 tot 2014 was ze er adviseur inlichtingen- en veiligheidsvraagstukken.
Van 2014 tot 2019 was Kamminga raadsadviseur en hoofd openbare orde, inlichtingen en veiligheid, tevens hoofd van de crisisorganisatie bij BZK. Terwijl ze die laatste positie bekleedde, was Kamminga in 2017 ook een paar maanden plaatsvervangend directeur-generaal wederopbouw en ondersteunde zodoende Sint Maarten in de nasleep van orkaan Irma.
Van 1 september 2019 tot haar Kamerlidmaatschap op 31 maart 2021 was Kamminga programmadirecteur Groningen versterken en perspectief bij BZK, gerelateerd aan de gaswinningsproblematiek in Groningen.

### Politieke loopbaan
Bij de Europese Parlementsverkiezingen in 2019 was Kamminga de zevende kandidaat van de VVD, maar ze werd niet gekozen. Ze verscheen bij de Tweede Kamerverkiezingen 2021 als 14e op de kandidatenlijst van de VVD. Kamminga werd verkozen met 6334 voorkeurstemmen en werd op 31 maart 2021 beëdigd als Tweede Kamerlid.
Bij de gemeenteraadsverkiezingen in maart 2022 was Kamminga lijstduwer van de VVD in Midden-Groningen. Ze volgde Ockje Tellegen op als ondervoorzitter van de Tweede Kamer en als fractiesecretaris van de VVD in augustus 2022. Ze werd namens de VVD woordvoerster op het gebied van internationale handel, ontwikkelingssamenwerking en regie aanpak regionale knelpunten en regionale deals. Van 6 tot 14 december 2023 was ze tijdelijk voorzitter van de Tweede Kamer.
Op 3 juni 2025 nam Kamminga afscheid van de Tweede Kamer.

### Burgemeester van Groningen
Op 30 juni 2025 werd Kamminga burgemeester van Groningen. Ze werd er verantwoordelijk voor openbare orde & veiligheid, toezicht & handhaving openbare ruimte, Nationaal Programma Groningen, externe betrekkingen & stedenbanden, regionale samenwerking, media & communicatie, coördinatie Akkoord van Groningen, asielbeleid in relatie tot Veiligheidsberaad, algemene zaken en gemeentearchief.
- Parlement.com: vle9dcgotst9